# No bailes sola
«No bailes sola» (estilizado en mayúsculas) es una canción de la cantante mexicana Danna Paola y el cantante colombiano Sebastián Yatra. Fue lanzada el 17 de julio de 2020 por Universal Music México.

## Antecedentes
Los dos intérpretes comenzaron a trabajar en «No bailes sola» a mediados de abril de 2020. La composición se llevó a cabo a través de plataformas como FaceTime y Zoom. Danna Paola y Sebastián Yatra anunciaron oficialmente la canción el 14 de julio a través de redes sociales con la opción de poder preguardarla en plataformas digitales de música.

## Video musical

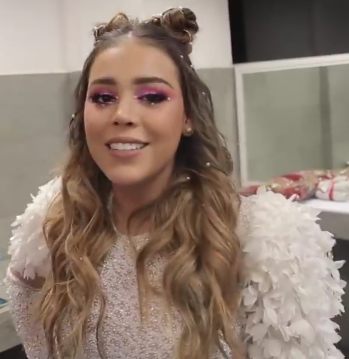
Danna Paola, colabora con el cantante colombiano Sebastián Yatra.

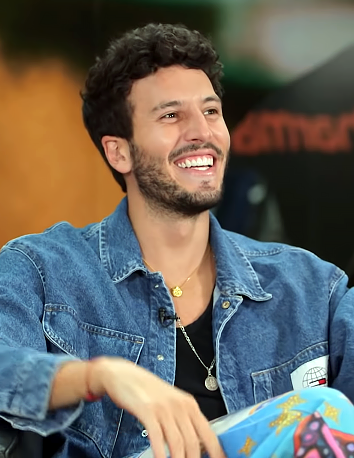
Sebastián Yatra, colabora junto a la cantante mexicana

El video musical de la canción se publicó el 22 de julio de 2020. El videoclip fue dirigido por Peter Odor, contemplado a Sebastián Yatra y Danna Paola para grabarlo juntos pero los planes cambiaron por la pandemia de COVID-19. Está inspirado en los videojuegos y tiene un estilo futurista con elementos de la década de los años 90. Actualmente cuenta con más de 50 millones de reproducciones en YouTube.

### Comentarios de la crítica
Sobre los vestuarios utilizados por Paola en el video, Milagros Urquieta de Vogue México dijo: «Paola nos recordó a la moda futurista que marcó la concepción del estilo de Lady Gaga durante sus presentaciones en vivo y alfombras rojas, en los tempranos 2000».

## Presentaciones en vivo
Danna Paola y Sebastián Yatra interpretaron la canción por primera vez el 13 de agosto en la entrega de los Premios Juventud 2020, llevada a cabo en el Seminole Hard Rock Hotel & Casino de Hollywood, Florida.

## Créditos y personal
Lista adaptada de Tidal.
- Danna Paola – voz, composición
- Sebastián Yatra – voz, producción, composición
- Andrés Munera – producción
- Andrés Guerrero – producción, composición, ingeniero de grabación, personal de estudio
- Fernando «Toby» Tobón – producción, intérprete asociado, guitarra
- J. Saak – producción, intérprete asociado, programación
- Joel Figueroa – composición
- Marala – composición
- Mauricio Rengifo – composición
- Randi Me – composición
- Valeria Martínez – composición
- Mario I. Contreras – A&R
- Victor Ahumada – intérprete asociado, arreglista de cuerdas
- Dave Kutch – ingeniero de masterización, personal de estudio
- Lewis Pickett – mezclador, personal de estudio

## Certificaciones
| País           | Organismo certificador | Certificación   | Ventas certificadas | Ref.   |
| -------------- | ---------------------- | --------------- | ------------------- | ------ |
| México         | AMPROFON               | Platino         | 60 000              | [ 8 ]  |
| España         | PROMUSICAE             | Oro             | 30 000              | [ 9 ]  |
| Estados Unidos | RIAA                   | Platino (Latin) | 60 000              | [ 10 ] |

## Posicionamiento en listas
| Lista (2020)                         | Mejor posición |
| ------------------------------------ | -------------- |
| Argentina Hot 100 (Billboard)        | 32             |
| Colombia (National-Report)           | 14             |
| Costa Rica Top 20 (Monitor Latino)   | 2              |
| Ecuador Top 20 (Monitor Latino)      | 13             |
| Estados Unidos (Latin Digital Songs) | 23             |
| México Top 20 (Monitor Latino)       | 11             |
| México Pop Top 20 (Monitor Latino)   | 2              |
| Nicaragua Top 20 (Monitor Latino)    | 10             |
| Panamá Top 20 (Monitor Latino)       | 8              |

## Historial de lanzamiento
| Región | Fecha               | Formato                     | Discográfica           | Ref.  |
| ------ | ------------------- | --------------------------- | ---------------------- | ----- |
| Varios | 17 de julio de 2020 | Descarga digital, streaming | Universal Music México | [ 7 ] |